# Зданя
Зданя (пол. Zdania) — село в Польщі, у гміні Добришиці Радомщанського повіту Лодзинського воєводства.
Населення — 163 особи (2011).
У 1975-1998 роках село належало до Пйотрковського воєводства.

## Демографія
Демографічна структура станом на 31 березня 2011 року:
|          | Загалом | Допрацездатний вік | Працездатний вік | Постпрацездатний вік |
| -------- | ------- | ------------------ | ---------------- | -------------------- |
| Чоловіки | 82      | 18                 | 57               | 7                    |
| Жінки    | 81      | 13                 | 49               | 19                   |
| Разом    | 163     | 31                 | 106              | 26                   |